# پارسون راسل تریر
پارسون راسل تریر (به انگلیسی: Parson Russell Terrier)، نام یکی از نژادهای سگ است که خاستگاه آن به انگلستان بازمی‌گردد.